# 1990 QZ5
1990 QZ5 är en asteroid i huvudbältet som upptäcktes den 29 augusti 1990 av den amerikanske astronomen Henry E. Holt vid Palomarobservatoriet.
Asteroiden har en diameter på ungefär 15 kilometer.